# Microscopia eletroquímica de varredura
A microscopia eletroquímica de varredura (SECM) consiste fundamentalmente de um sistema de posicionamento de alta resolução, um (bi)potenciostato, um microcomputador e uma célula eletroquímica. O sistema de posicionamento SECM inclui os elementos de posicionamento piezoelétricos bem como um sistema de motores de passo com elevada resolução espacial. Esse sistema controla o deslocamento do microeletrodo nas coordenadas x, y e z, assim como, a velocidade de passo do microeletrodo sobre a superfície de interesse (BARKER et al., 1999; BARD; MIRKIN, 2001).
Nas últimas décadas o interesse no entendimento de processos superficiais e interfaciais tem suscitado uma intensa pesquisa na área de desenvolvimento de técnicas microscópicas aplicáveis aos mais variados tipos de superfícies. No início da década de 80 foram delineados os primeiros avanços relacionados ao desenvolvimento de técnicas microscópicas baseadas em varredura por sonda (SPM do inglês Scanning Probe Microscopy). Tais técnicas foram projetadas para operar pontas de prova cujas dimensões são próximas à escala atômica de forma que a mesma seja apta a atuar como sonda para o estudo de processos físicos e/ou químicos de superfícies e interfaces com elevada resolução (OPHUS et al., 2016; LIANG et al., 2016).
A aquisição de dados tem inicio com o uso de um (bi)potenciostato, que controla o potencial elétrico aplicado ao microeletrodo, e amplifica o seu sinal. Após a amplificação, o sinal é adquirido com um conversor analógico para digital e armazenado em um microcomputador. O software do computador é necessário para controlar o sistema de aquisição de dados e de posicionamento, bem como para apresentar e analisar os dados SECM (WITTSTOCK et al., 2007; BARD; MIRKIN, 2012).